# 안평천 (부산)
안평천(安平川)은 부산광역시 기장군 철마면 안평리의 안평저수지에서 발원하여 대체로 남서류하다가 기장읍에서 수영강의 지류인 석대천으로 흘러드는 하천이다. 일부 구간이 복개되었다.